# Anastomyza neglecta
Anastomyza neglecta är en tvåvingeart som beskrevs av Edwards och Malloch 1933. Anastomyza neglecta ingår i släktet Anastomyza och familjen myllflugor. Inga underarter finns listade i Catalogue of Life.